# Грин, Тед
Эдвард Джозеф (Тед) Грин (англ. Edward Joseph "Ted" Green; 23 марта 1940, Эриксдейл или Сен-Бонифас, Манитоба — 8 октября 2019) — канадский профессиональный хоккеист (защитник) и хоккейный тренер. Обладатель Кубка Стэнли (1972) с клубом «Бостон Брюинз», трёхкратный чемпион ВХА с клубами «Нью-Ингленд Уэйлерс» и «Виннипег Джетс», двукратный участник матчей всех звёзд НХЛ (1965, 1969). Обладатель пяти Кубков Стэнли в качестве помощника главного тренера клуба «Эдмонтон Ойлерз», главный тренер этого клуба в 1990—1993 годах. Член Зала спортивной славы Манитобы и Зала хоккейной славы Манитобы.

## Биография
На юношеском уровне Тед Грин выступал за одну из дочерних команд «Монреаль Канадиенс» — «Сен-Бонифас Канадиенс», игравшую в Юношеской хоккейной лиге Манитобы. Он провёл за этот клуб три полных сезона, в двух из них возглавив лигу по количеству штрафных минут и заработав прозвище Ужасный Тед (англ. Terrible Ted). Грин дважды участвовал в розыгрыше Мемориального кубка — главного трофея в канадском юношеском хоккее — и завоевал его в 1959 году в составе другого манитобского клуба «Виннипег Брейвз».
В июне 1960 года права на молодого защитника в рамках внутрилигового драфта приобрёл клуб НХЛ «Бостон Брюинз», поскольку «Монреаль» оставил его незащищённым. «Брюинз» обратили на него внимание, поскольку искали силового защитника в качестве замены для расстававшегося с клубом Ферни Фламана. Свой первый матч за «Бостон» Грин провёл в ноябре того же года, но до сезона 1961/62 продолжал играть в лигах младшего уровня. Только в новом сезоне он стал выступать за «Брюинз» постоянно.
В начале 1960-х годов «Бостон» играл плохо, и в первые пять сезонов с клубом Грин отметился главным образом жёсткой игрой, набирая в каждом из них более чем по 100 минут штрафного времени (несмотря на сломанную в первом же сезоне руку). По мере усиления клуба, однако, его способности как игрока стали более заметны, и в сезоне 1968/69 Грин уже попал во вторую сборную звёзд НХЛ, за год забросив 8 шайб и сделав 38 результативных передач.
В следующем сезоне, однако, Грину сыграть не довелось. В сентябре 1969 года в ходе выставочной игры в Оттаве между «Бостоном» и «Сент-Луисом» он устроил потасовку с игроком «Блюз» Уэйном Маки, и тот с размаха ударил его клюшкой по голове, раздробив череп. Врачи боролись за жизнь Грина три часа, затем он перенёс дополнительные операции из-за угрожающих жизни внутренних кровоизлияний и частичного паралича. В его череп была имплантирована металлическая пластина. Левая сторона тела хоккеиста была парализована, и предполагалось, что его карьера окончена. Он пропустил весь сезон 1969/70, но вернулся на лёд в мае 1970 года. Против них с Маки были возбуждены уголовные дела по обвинению в умышленном нанесении телесных повреждений, но оба игрока были оправданы, отделавшись штрафами и временными дисквалификациями.
В отсутствие Грина «Бостон» завоевал Кубок Стэнли, и товарищи по команде проголосовали за то, чтобы защитник получил полную долю от премиальных за победу. Его имя было также выгравировано на кубке вместе с именами остальных игроков клуба. Следующий сезон также стал одним из лучших в его индивидуальной карьере (42 очка по системе «гол плюс пас» в 78 играх), а в сезоне 1971/72 Грин уже действительно стал обладателем Кубка Стэнли в составе «Бостона». Однако уже в 1972 году он перешёл в только что созданную Всемирную хоккейную ассоциацию, где ему был предложен более выгодный контракт.
Первые три сезона в ВХА Грин провёл с «Нью-Ингленд Уэйлерс», заняв пост капитана клуба и в первый же год завоевав с ним Кубок АВКО — аналог Кубка Стэнли в новой лиге. Затем он вернулся в Манитобу, подписав контракт с командой «Виннипег Джетс» и в следующие четыре сезона ещё дважды став чемпионом ВХА. Грин, игравший до травмы с непокрытой головой, остаток карьеры выступал в большом белом шлеме, ставшем его характерным атрибутом на льду.
Завершив игровую карьеру, Грин некоторое время тренировал любительскую хоккейную команду в Кармане (Манитоба), а затем предложил свои услуги бывшему одноклубнику Глену Сатеру, в то время тренировавшему «Эдмонтон Ойлерз». Сатер был впечатлён анализом, который Грин представил ему по всем соперникам «Эдмонтона», и тот был принят на работу помощником главного тренера. До 1990 года он оставался на этом посту, завоевав за это время с «Ойлерз» пять Кубков Стэнли. В 1990 году Грин стал одним из двух равноправных тренеров клуба, а в следующем году единолично занял пост главного тренера. Ему удалось в 1992 году вывести команду в финал конференции, однако на следующий год «Эдмонтон» не попал в плей-офф, и когда команда начала сезон 1993/94 с 21 поражением в 24 играх, Грин был уволен.
После нескольких лет перерыва Грин вернулся в «Ойлерз» в 1997 году на должность помощника главного тренера и после трёх сезонов перешёл на аналогичную должность в «Нью-Йорк Рейнджерс», с которыми оставался до 2004 года. После того, как в 1985 году его имя было включено в списки Зала хоккейной славы Манитобы, в 2003 году он стал также членом Зала спортивной славы Манитобы. Тед Грин умер во вторник, 8 октября 2019 года, в возрасте 79 лет.

## Игровая статистика
| Легенда | Легенда                    | Легенда | Легенда                   | Легенда | Легенда    |
| ------- | -------------------------- | ------- | ------------------------- | ------- | ---------- |
| И       | Количество проведённых игр | Штр     | Штрафное время            | +/−     | Плюс-минус |
| Г       | Голы                       | П       | Голевые передачи          | О       | Очки       |
| -       | Статистика неизвестна      | —       | Статистика не учитывалась |         |            |